# Aleksandra Przegalińska
Aleksandra Katarzyna Przegalińska (ur. 18 stycznia 1982 w Szczecinie) – polska filozofka, doktor nauk humanistycznych i doktor habilitowana nauk społecznych, publicystka, w latach 2020-2024 prorektor ds. współpracy z zagranicą Akademii Leona Koźmińskiego w Warszawie, aktualnie prorektor ds. innowacji.

## Życiorys

### Wykształcenie i kariera akademicka
Uczęszczała do szczecińskiego II Liceum Ogólnokształcącego im. Mieszka I.
Absolwentka studiów licencjackich w Instytucie Dziennikarstwa i Komunikacji Społecznej na Uniwersytecie Wrocławskim (2004) oraz studiów magisterskich w Instytucie Filozofii (2007). Tytuły zawodowe uzyskiwała na Uniwersytecie Warszawskim. W tym czasie była stypendystką Programu Erasmus na Uniwersytecie Viadrina we Frankfurcie. Następnie była doktorantką w Instytucie Filozofii Uniwersytetu Warszawskiego, a także Międzyuczelnianych Indywidualnych Studiów Humanistycznych Akademii „Artes Liberales”. Stypendystka Ministra Nauki i Szkolnictwa Wyższego (2004, 2005, 2006) oraz Programu Fulbrighta, podczas którego studiowała w The New School w Nowym Jorku (rok akademicki 2008–2009). W 2014 obroniła na UW doktorat Fenomenologia istot wirtualnych (promotorka: Zofia Rosińska-Zielińska).
W roku akademickim 2016/2017 profesor wizytująca w ramach programu MNiSW w Center for Collective Intelligence na Massachusetts Institute of Technology w Bostonie. W Polsce od 2013 zawodowo związana z Akademią Leona Koźmińskiego, gdzie od 2016 do 2020 była adiunktem, od 2017 w Katedrze Zarządzania w Społeczeństwie Sieciowym. Podczas polskiej prezydencji w Radzie UE była przewodniczącą Grupy Roboczej ds. Audiowizualnych z ramienia Ministerstwa Kultury i Dziedzictwa Narodowego. Z Dariuszem Jemielniakiem są autorami pierwszego w Polsce programu studiów poświęconych sztucznej inteligencji w obszarze zarządzania.
Habilitację uzyskała na Akademii Leona Koźmińskiego w Warszawie w styczniu 2020 w dziedzinie nauk społecznych w dyscyplinie nauki o zarządzaniu i jakości na podstawie pracy Wearable Technologies in Organizations: Privacy, Efficiency and Autonomy in Work. Od tego roku profesor uczelni w tej samej katedrze. W tym samym roku została prorektorem ds. współpracy z zagranicą i ESR (etyki i odpowiedzialności społecznej; ang. Ethics and Social Responsibility).

### W mediach
Na początku XXI wieku pracowała jako dziennikarka Gazety Wyborczej we Wrocławiu. Często komentuje w obszarze sztucznej inteligencji w Gazecie Wyborczej, Znaku, Kulturze Liberalnej, Tok FM, Polityce czy Dwutygodniku. W 2016 była jedną z mówców podczas TEDx Warsaw. W 2017 została nominowana przez Wysokie Obcasy do tytułu „Superbohaterki”. W 2018 została nominowana przez redakcję Gazety Wyborczej do nagrody „Człowieka Roku”.
Od września 2020 prowadzi audycję „Coś osobliwego” na antenie newonce.radio.
W lipcu 2024 została komentatorką Szkła kontaktowego w TVN24.
Zamężna, ma córkę (ur. 2012).

## Publikacje książkowe
- Sztuczna inteligencja. Nieludzka, arcyludzka, Znak, Kraków 2020 ISBN 978-83-240-6050-4 (współautor Paweł Oksanowicz)
- Społeczeństwo współpracy, Wydawnictwo Naukowe Scholar, Warszawa 2020 ISBN 978-83-66470-04-0 (współautor Dariusz Jemielniak)
- Collaborative Society, MIT Press, Cambridge, MA, 2020 ISBN 978-02-62537-91-9 (współautor Dariusz Jemielniak)
- Istoty wirtualne. Jak fenomenologia zmieniała sztuczną inteligencję, Universitas, Kraków 2016 ISBN 97883-242-3014-3.